# 間宮梨花
間宮 梨花（まみや りか、ラテン文字表記：Rika Mamiya、1992年3月7日 - ）は、日本の女性ファッションモデル、歌手である。

## 生い立ち
神奈川県で、日本人の父とフィリピン人の母の間に生まれる。3姉妹の次女で、実姉はプラチナムプロダクション所属のモデルである間宮れいな。

## 経歴

### モデル・タレント活動
2008年、ファッション雑誌『Ranzuki』100号記念のオーディションで1位になり、同誌の読者モデル「R's」としてデビュー。2010年10月号で卒業、タレントに転身。その後は2011年から2015年まで『S Cawaii!』の専属モデルを務める一方、現在までに渋谷女祭り、SHIBUYA GAL FESTIVALなどのファッションイベントに参加した。
Ranzuki卒業後は姉のれいなやRanzukiモデルのOGである森摩耶が所属するプラチナムプロダクションとマネージメント提携していたが、現在は除籍しフリーで活動している。
2016年、スタイリスト中村圭一K1のデザインするブランドK.M.Pのファッションイメージモデルとして活動している。
2009年7月、正体不明のギャル歌手グループJulietをプロデュースする「Romeo」の追加メンバーとして佐藤歩、田中大地、引地敬澄と共に参加。
2010年11月12日、読者モデルなどで結成された歌手グループ「ILOILO」の一員として歌手デビュー。

## 人物
趣味は人との会話、特技は球技などのスポーツ。
バクステ外神田一丁目のもえのあずきとは一緒に食事に行く程の仲である。

## 主なメディア出演

### 雑誌
- Ranzuki（ぶんか社、2008年12月 - 2010年10月号）
- S Cawaii!（主婦の友社、2011年 - 2015年5月号）[3]

### 広告
- プリクラ機「盛りカワCUTIE」「PRIDE」（IMS）

### ラジオ番組
- りかちゅうのRealTime（FMおたる 2009年11月 - 現在）

### テレビ番組
- 有吉反省会（2014年1月26日、日本テレビ）

### 映画
- ゆっきーな（2010年）ギャル役